# Nortilidin
Nortilidin ist ein pharmakologisch aktives Stoffwechselprodukt (Metabolit) des Arzneistoffs Tilidin. Die Substanz aus der Gruppe der Opioide entsteht in der Leber durch Demethylierung aus Tilidin. Nortilidin übt die hauptsächliche Wirkung des verabreichten Tilidins aus, da dieses als Prodrug kaum Wirkung zeigt. Nortilidin wird weiterhin in der Leber nach und nach zum analgetisch inaktiven Bisnortilidin metabolisiert.

## Wirkung
Nortilidin ist ein µ-Rezeptoragonist und wirkt wie die meisten Opioide stark schmerzstillend und sedierend. Seine analgetische Potenz ist etwa 100fach höher als die des Prodrugs Tilidin, seine maximale Wirksamkeit ist vergleichbar mit der des Morphins.
Häufige unerwünschte Wirkungen sind Benommenheit, Übelkeit und vermehrtes Schwitzen.

## Verwendung
Nortilidin wird nicht direkt als Arzneistoff verwendet, sondern durch die Verabreichung von Tilidin erzeugt.